# Batalla de Tinian
La batalla de Tinian (Battle of Tinian en inglés) (テニアンの戦い en japonés) fue una de las batallas de la Guerra del Pacífico durante la Segunda Guerra Mundial, que tuvo lugar en la isla de Tinian entre los días 24 de julio y 1 de agosto de 1944, enfrentando al Ejército Imperial Japonés con el Cuerpo de Marines de los Estados Unidos. 
Durante esta batalla, que se inscribe en el marco de la operación Forager, la 2.ª División de Marines y la 4.ª División de Marines, que mandaba el general Harry Schmidt, combatieron contra el 50.º Regimiento de Infantería japonés, cuyo jefe era el coronel Kiyoci Ogata. 
La conquista de Tinian y de las islas Marianas permitió a los Aliados la construcción de bases aéreas y navales esenciales para seguir adelante con la ofensiva en el océano Pacífico, a la vez que puso al Japón metropolitano al alcance de la aviación estadounidense, con bases en dichas islas. 

## Contexto
La victoria estadounidense durante la batalla de Saipán convirtió a la isla de Tinian, situada 6 km al sur, en la siguiente etapa camino de la conquista de las islas Marianas. 
En los días que precedieron la invasión de la isla, se efectuaron disparos de barrera de artillería pesada de 155 mm con base en la isla de Saipán (25.000 obuses lanzados), así como incursiones y bombardeos aéreos para ablandar las defensas japonesas en vista al inminente ataque. En esta ocasión se hizo uso del napalm por primera vez durante una operación de combate, al arrojarse bombas incendiarias por parte de los P-47 Thunderbolt. A partir del día 26 de junio, los cruceros Indianapolis, Birmingham y Montpelier bombardearon la isla todos y cada uno de los días hasta el día de la invasión, especialmente Tinian Town, la ciudad más importante de la isla. 
La mayor parte de la aviación japonesa con base en la isla de Tinian ya había sido destruida durante la batalla del Mar de Filipinas, pero las destrucciones continuaron durante las incursiones aéreas estadounidenses previas a la invasión, hasta el punto de que en el momento del desembarco aliado la aviación japonesa con base en tierra en la isla había sido prácticamente aniquilada.

## La batalla

Mapa de la batalla.

La 2.ª y la 4.ª Divisiones de Marines, transportadas por un total de 415 vehículos anfibios, atacaron la isla mediante un desembarco en la zona septentrional de la misma. Un ataque de diversión efectuado en las cercanías de Tinian Town, en la parte sur de la isla, permitió lograr la separación de los defensores japoneses en dos grupos ya en los primeros momentos de la batalla.
Los japoneses adoptaron una táctica de combate defensivo similar a la que los estadounidenses ya habían conocido en la batalla de Saipán, retirándose durante el día, ocultándose en las grutas y cavernas de la isla, para salir de ellas por la noche y contraatacar en las horas nocturnas a los estadounidenses. 
No obstante, la configuración de la orografía de la isla, que estaba formada por una serie de llanuras, permitió a los marines estadounidenses un uso más eficaz de los carros de combate y de la artillería, con lo que se logró la conquista de la isla tras únicamente nueve días de combates. El 31 de julio, los japoneses supervivientes organizaron una carga suicida, que no logró atravesar las líneas estadounidenses a pesar de intentarlo en tres ocasiones distintas.
El día 1 de agosto el mando estadounidense declaró la zona como terreno seguro, dando definitivamente por concluida la batalla.
No obstante, como sucedía a menudo en las diversas batallas en las islas del Pacífico, quedaron algunos escasos soldados japoneses que alimentaban la ilusión de una resistencia a los estadounidenses, no rindiéndose la mayor parte de los mismos hasta finalizar la Segunda Guerra Mundial con la rendición del Japón. En el caso específico de la isla de Tinian, hay que hacer constar que el último defensor japonés no pudo ser capturado hasta el año 1953, ocho años después del final de la guerra.

## Consecuencias de la batalla

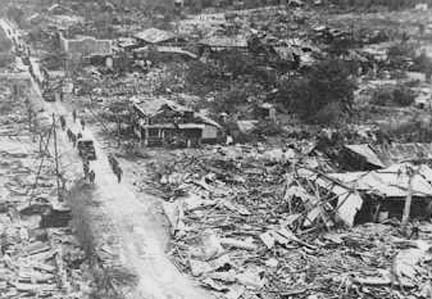
Una columna estadounidense atraviesa una población destruida en la isla de Saipán.

Tinian albergaba, en el momento de su conquista, un total de tres aeródromos operativos, además de un cuarto que se hallaba en construcción. Antes incluso de que se completase la conquista de la isla, los Seabees de la Armada de los Estados Unidos comenzaron a adaptar los aeródromos de la isla para que pudiesen ser utilizados por las Superfortalezas Volantes B-29.
A mediados de agosto de 1944, con Tinian completamente conquistado y asegurado, los Seabees dieron comienzo a la transformación de una pista ubicada en el norte de la isla en un gigantesco aeródromo. Menos de un año después, North Field era el mayor aeródromo del mundo, con nada más y nada menos que cuatro pistas de aterrizaje de 2600 metros. En total, los aeródromos de Tinian contaban con seis pistas de 2600 metros. 19 000 misiones de bombardeo contra el Japón despegaron de los aeródromos de la isla hasta el final de la guerra.
A partir del mes de octubre de 1944 empezaron a llegar a los aeródromos de Tinian centenares de Superfortalezas volantes B-29, preparadas para efectuar operaciones de bombardeo estratégico sobre las ciudades del archipiélago japonés. Un aeródromo estaba ya aprestado para las primeras operaciones en el mes de noviembre, y la primera de dichas operaciones tuvo lugar el 24 de noviembre.
Tinian se convirtió pues en una gigantesca base militar. Para poder transportar las enormes cantidades de bombas y material necesarios desde el puerto, emplazado en San José (la capital de la isla), a los aeródromos, se construyeron dos nuevas carreteras principales, a la vez que toda una compleja red de carreteras secundarias, cuya configuración recordó a algunos soldados la de la isla de Manhattan, con lo que las denominaron como Broadway, Octava Avenida, etc. En agosto de 1945, Tinian ya era la mayor base aérea del mundo, siendo capaz de albergar a 50 000 hombres y un millar de B-29.
El 26 de julio de 1945, el crucero USS Indianapolis (CA-35) entregó en Tinian los elementos constitutivos de las dos bombas atómicas que posteriormente se lanzaron sobre las ciudades japonesas de Hiroshima y Nagasaki los días 6 y 9 de agosto de 1945.